# Kriegswirtschaftliches Ermächtigungsgesetz
Das Gesetz vom 24. Juli 1917, mit dem die Regierung ermächtigt wird, aus Anlass der durch den Kriegszustand verursachten außerordentlichen Verhältnisse die notwendigen Verfügungen auf wirtschaftlichem Gebiete zu treffen (von Historikern und Juristen üblicherweise kurz Kriegswirtschaftliches Ermächtigungsgesetz oder KWEG genannt) war ein altösterreichisches Gesetz, das während des Ersten Weltkrieges erlassen und in den Jahren 1932 bis 1934 von der christlich-sozialen Regierung unter Bundeskanzler Dollfuß zur Errichtung der als Austrofaschismus bezeichneten Diktatur missbraucht wurde.

## 1917: KWEG für Cisleithanien
Mit dem Gesetz vom 24. Juli 1917
wurde die k.k. Regierung von Kaiser und Reichsrat, dem Parlament der österreichischen Reichshälfte, ermächtigt, die notwendigen Verfügungen zum Funktionieren der Wirtschaft und der Versorgung der Bevölkerung durch Verordnung zu erlassen und dabei auch Gesetze zu ändern.
Kaiser Franz Joseph I. hatte den in diesem Gesetz enthaltenen Freiraum für wirtschaftliche Regierungsverfügungen auf Vorschlag von k.k. Ministerpräsident Karl Graf Stürgkh bereits durch kaiserliche Verordnung vom 10. Oktober 1914 fixiert., da der Reichsrat zu diesem Zeitpunkt vertagt war. Die kaiserliche Verordnung war z. B. Basis für die im November / Dezember 1916 erfolgte, gesetzändernde Schaffung des Amtes für Volksernährung, das Kompetenzen aus mehreren Ministerien erhielt und berechtigt wurde, im Krieg wie ein Ressortministerium Verordnungen zu erlassen.
Kaiser Karl I. berief den Reichsrat im Frühjahr 1917 zum ersten Mal seit Frühjahr 1914 wieder ein und wollte die demokratische Legitimierung des Regierungshandelns sicherstellen, indem statt der kaiserlichen Verordnung von 1914 ein parlamentarisch beschlossenes Gesetz erlassen wurde.

## 1918/1919: KWEG als Grundlage für Vollzugsanweisungen
Am 30. Oktober 1918 konstituierte sich der Staat Deutschösterreich, der sich am 12. November zur Republik erklärte. Die Provisorische (bis Februar 1919) bzw. die Konstituierende Nationalversammlung (ab März 1919) als Parlament und die Staatsregierung (eine Koalition der großen Parteien, geführt von Staatskanzler Karl Renner) waren, juristisch betrachtet, zum Teil revolutionär (d. h. ohne Legitimation durch die bis dahin bestehende Rechtsordnung), zum Teil evolutionär (d. h. auf Grund bestehender altösterreichischer Gesetze) tätig. Regierungsverordnungen (Vollzugsanweisungen genannt) führten nicht selten das Gesetz vom 24. Juli 1917 als Rechtsgrundlage an. Da die Nationalversammlung im gleichen Zeitraum Gesetze beschloss, ist unklar, weshalb in diesen Fällen eine Regierungsverordnung unter Bezugnahme auf ein k.k. Gesetz einem neuen Gesetzesbeschluss vorgezogen wurde. (Die Gefahr des einfachen „Überspielens“ wichtiger Parteien bestand damals allerdings nicht, da eine „große Koalition“ regierte.)
Bemerkenswert ist, dass die Staatskanzlei unter ihrem Leiter Karl Renner der Konstituierenden Nationalversammlung regelmäßig Bericht über Vollzugsanweisungen erstattete, die auf Grund des KWEG erlassen worden waren. Im Bericht vom 5. März 1919 wurde darauf hingewiesen, er werde in sinngemäßer Anwendung der zitierten gesetzlichen Bestimmung (des KWEG) erstattet (die sich auf den Reichsrat bezog). Warum diese Praxis in späteren Gesetzgebungsperioden nicht beibehalten wurde, ist ungeklärt.

## 1920: KWEG von der Republik gefährlich vereinfacht übernommen
Das KWEG dürfte den damaligen Politikern nützlich erschienen sein, jedenfalls wurde es in die definitive republikanische Verfassungsstruktur übernommen. In § 7 Abs. 2 des Verfassungsgesetzes vom 1. Oktober 1920 (Verfassungs-Übergangsgesetz 1920, kurz: VÜG 1920) wurde die fortdauernde Gültigkeit des KWEG bestätigt. Dies war aus späterer Sicht ein schwerer politischer Fehler, da das Gesetz – im Gegensatz zu anderen, republikanischen Ermächtigungsgesetzen – kein automatisches Außer-Kraft-Treten von Vorschriften nach kurzer Zeit vorsah und der im k.k. Gesetz enthaltene parlamentarische Kontrollvorgang (und damit nach Ende der „großen Koalition“ ein wichtiges Oppositionsrecht) explizit nicht übernommen wurde:
Die nach dem Gesetz vom 24. Juli 1917, RGBl. Nr. 307, mit welchem die Regierung ermächtigt wird, aus Anlass der durch den Kriegszustand verursachten außerordentlichen Verhältnisse die notwendigen Verfügungen auf wirtschaftlichem Gebiet zu treffen, der Regierung zustehenden Befugnisse gehen sowohl auf die Bundesregierung als auch auf die einzelnen Bundesminister über.
Im KWEG 1917 war die periodische Vorlage der Notverordnungen an den Reichsrat vorgesehen gewesen; analog erfolgte sie an die Konstituierende Nationalversammlung (1919–1920). Kelsen / Fröhlich / Merkl verneinten die Weitergeltung der Vorlageverpflichtung nunmehr an den Nationalrat (und der Verpflichtung, die  nachträgliche Genehmigung einzuholen), da dieser in der zitierten Bestimmung nicht als Rechtsnachfolger des Reichsrates genannt war. Dadurch trat eine gefährliche Vereinfachung ein, die der Regierung in den Jahren 1932 bis 1934 auf dem Weg zur Ständestaatsdiktatur sehr entgegenkommen sollte.
Die Ermächtigung der Regierung zu gesetzesändernden Verordnungen nach dem KWEG galt als die hervorzuhebende Ausnahme vom System des B-VG und bedurfte daher einer eigenen verfassungsgesetzlichen Regelung, die eben durch das VÜG 1920 erfolgte.

## Situation in Deutschland
Auch in Deutschland hatte es im Krieg ein Ermächtigungsgesetz gegeben. Ähnlich übertrug die Nationalversammlung 1919/1920 bzw. dann der Reichstag der Regierung teilweise das Recht, gesetzesvertretende Verordnungen zu erlassen. Solche Ermächtigungen waren zeitlich und thematisch begrenzt. An sich sah die Verfassung eine Ermächtigung nicht vor, doch die damaligen Verfassungsexperten hielten das Vorgehen für zulässig: Ermächtigungsgesetze wurden mit derselben Mehrheit (zwei Drittel) angenommen, die auch für eine Verfassungsänderung nötig gewesen wäre.
Am 21. März 1933 ließ Reichskanzler Adolf Hitler sich vom Reichstag ein Ermächtigungsgesetz geben, das sich stark von den Vorgängern unterschied. Nun sollte die Regierung auch verfassungswidrige Gesetze erlassen können, dazu ohne Unterschrift des Reichspräsidenten. Begrenzt war es auf vier Jahre bzw. bis zur Ablösung der aktuellen Regierung. Dieses Ermächtigungsgesetz konnte sich allenfalls auf eine Verfassungspraxis der Republik berufen, nicht aber auf einen entsprechenden Passus in der Verfassung.

## Ab 1932: Anwendung durch die Regierung Dollfuß
Die seit Mai 1932 im Amt befindliche Bundesregierung Dollfuß I wandte das Gesetz vom 24. Juli 1917 erstmals am 1. Oktober 1932 an. Justizminister Kurt Schuschnigg erließ unter Bezugnahme auf das Gesetz im Einvernehmen mit  Finanzminister Emanuel Weidenhoffer  eine Verordnung über die Haftung der für den Zusammenbruch der Creditanstalt  Verantwortlichen.
Dollfuß warb in der Presse für diesen kurzen Weg der Entscheidungen seiner Regierung:
Die Regierung (...) geht Schritt um Schritt auf ihrem vorgezeichneten Weg weiter (...). Die Tatsache, dass es der Regierung möglich ist, selbst ohne vorherige endlose parlamentarische Kämpfe sofort gewisse dringliche Maßnahmen in die Tat umzusetzen, wird zur Gesundung unserer Demokratie wesentlich beitragen.
Die oppositionellen Sozialdemokraten traten nun gegen die Anwendung des Kriegswirtschaftlichen Ermächtigungsgesetzes auf. Im Parlament wandte sich in einer dringlichen Anfrage vom 20. Oktober 1932 der sozialdemokratische Abgeordnete Karl Seitz betreffend die Anwendung des kriegswirtschaftlichen Ermächtigungsgesetzes bezüglich der Ernennung von Major Emil Fey zum Staatssekretär und das für Wien erlassene Versammlungsverbot an die Regierung. Als Bürgermeister von Wien weigerte sich Seitz, die Verordnungen der Regierung Dollfuß / Schuschnigg umzusetzen, da er sie für rechtswidrig hielt.

## 1933/1934: Mit dem KWEG in die Diktatur
Nach der von der Regierung Dollfuß so genannten Selbstausschaltung des Parlaments im März 1933 (in der Realität hatte die Regierung den Wiederzusammentritt des Nationalrates am 15. März verhindert; die Sitzung wurde eröffnet und auf Anweisung der Polizei sofort wieder geschlossen) nutzte die Regierung das Gesetz vom 24. Juli 1917 als formalrechtliche Basis aller Notverordnungen, mit denen der diktatorische Ständestaat eingerichtet wurde. Zuletzt wurde die am 1. Mai 1934 in Kraft gesetzte autoritäre Maiverfassung auf der Basis des KWEG erlassen.

## 1946: Gesetz vom 24. Juli 1917 aufgehoben
Nach dem Zweiten Weltkrieg wurde das Kriegswirtschaftliche Ermächtigungsgesetz mit dem Bundesverfassungsgesetz vom 25. Juli 1946 aufgehoben.
Später wurde in Österreich gelegentlich behauptet, man habe bei der Errichtung der Republik 1918 leider vergessen, das KWEG, das nur für die Kriegszeit bestimmt gewesen sei, aufzuheben, und Dollfuß habe dieses Versehen kaltblütig ausgenützt. Dies steht in Widerspruch zur historischen Evidenz, dass das KWEG 1918 keineswegs vergessen, sondern 1918/1919 von der Staatsregierung aktiv angewandt und 1920 bestätigt wurde, um Vorschriften „auf kurzem Weg“ zu erlassen.